# Vuze
Vuze (dawniej Azureus) – klient sieci BitTorrent służący do przesyłania plików za pośrednictwem protokołu BitTorrent. Jest napisany w Javie i udostępniany na licencji GNU General Public License.
Program dostępny jest na takie systemy operacyjne jak Microsoft Windows, GNU/Linux, Unix oraz MacOS X. Vuze posiada dużo możliwości konfiguracji oraz bardzo szczegółowe statystyki dla zaawansowanych jak i początkujących użytkowników. Obejmują one:
- procent ściągniętego torrenta oraz poszczególnych jego plików (w torrentach z wieloma plikami),
- listę połączonych peerów,
- informacje o jego częściach, liczbie seedów i leechów,
- adresie/statusie trackera,
- share ratio (stosunku danych ściągniętych do wysłanych),
- przewidywanego czasu ukończenia,
- całkowitą/średnią prędkość torrenta,
- hash,
- liczbę i rozmiar części (fragmentów),
- datę utworzenia,
- informacje na temat peerów (adres IP oraz host, używany port/klient, prędkość pobierania od peera, prędkość wysyłania do peera, całkowita prędkość ściągania),
- swarm, czyli wielkie oko (graficzne przedstawienie połączeń oraz transferów) także w 3D (z wtyczką 3D View).

Dzięki dużej możliwości konfiguracji umożliwia pełne wykorzystanie każdego łącza. Vuze posiada wbudowany tracker DHT, co znacznie ułatwia wymianę plików i uniezależnia od trackerów, oraz umożliwia tworzenie własnego torrenta i umieszczenie go na własnym trackerze. Program obsługuje wtyczki. 
Program posiada system darmowej pomocy online IRC dostępnej z wbudowanej wtyczki.
Maskotką programu jest drzewołaz niebieski (łac. Dendrobates azureus).